# Maxillaria muscoides
Maxillaria muscoides är en orkidéart som beskrevs av John T. Atwood. Maxillaria muscoides ingår i släktet Maxillaria och familjen orkidéer.
Artens utbredningsområde är Costa Rica. Inga underarter finns listade i Catalogue of Life.